# Sharp Zaurus
Sharp Zaurus is een zakcomputer van de Japanse firma Sharp die in september 1993 werd geïntroduceerd.

## Beschrijving
De Zaurus is uitgerust met een verlicht QWERTY-toetsenbord, een stylus en aansluitmogelijkheden voor een PCMCIA-kaart. De eerste modellen bevatten een propriëtair besturingssysteem, latere Zaurus-modellen (vanaf de SL-serie) bevatten Linux als besturingssysteem.
De Zaurus volgde de IQ-serie op van mobiele organizers en was in de jaren 90 de populairste pda in Japan. Door de achtergrondverlichting was het nu voor het eerst mogelijk om het beeldscherm af te lezen in het donker. Hierdoor nam het energieverbruik echter wel toe, waardoor twee AA-batterijen nodig zijn. Dankzij de PCMCIA-kaarten kan men de functies van het apparaat uitbreiden met bijvoorbeeld geheugen of (draadloze) netwerkmogelijkheid.
Sharp maakte bekend productie van de serie te beëindigen na februari 2007.

## Modelserie
- PI-serie
  - PI-3000 (1993)
  - PI-4000 (1994)
  - PI-5000 (1995)
  - PI-6000 (1995)
  - PI-7000 (1996)
  - PI-8000 (1997)

- ZR-serie (K-PDA)

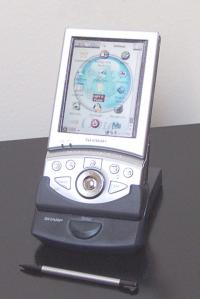
Zaurus SL-5500

  - ZR-3000, met aanraakscherm en 1 MB werkgeheugen
  - ZR-3500, met ingebouwd 14,4 kbit modem
  - ZR-5000, een inklapbaar model (clamshell-formaat) (1995)
  - ZR-5000/FX, met ingebouwd faxmodem
  - ZR-5700
  - ZR-5800 (1996)

- MI-serie (exclusief verkocht in Japan)
  - MI-10 (1996)
  - MI-10DC (1996)
  - MI-E1 (2000)
  - MI-E25DC

- SL-serie
  - SL-5000D, ontwikkelaarsversie (2001)
  - SL-5500, met snellere processor (2002)
  - SL-C700, een inklapbaar model (2003)
  - SL-C750, bevat een snellere processor (2003)
  - SL-C760, bevat meer werkgeheugen en een grotere accu (2004)
  - SL-C860, gelijk aan C760 maar kan ook gebruikt worden als USB-opslagmedium (2004)
  - SL-6000, met ingebouwde WLAN en Bluetooth (2004)
  - SL-C1000, eerste model met een USB-aansluiting (2005)
  - SL-C3000, bevat een harde schijf met 4 GB opslag (2004)
  - SL-C3100, bevat meer werkgeheugen en opslag (2005)
  - SL-C3200, bevat een harde schijf met 6 GB (2006)